# خورشیدگرفتگی ۶ آوریل ۱۹۱۳
خورشیدگرفتگی ۶ آوریل ۱۹۱۳ (به انگلیسی: Solar eclipse of April 6, 1913) یک خورشیدگرفتگی از نوع خورشیدگرفتگی جزئی است. این خورشیدگرفتگی در تاریخ ۶ آوریل ۱۹۱۳ میلادی روی داد که زمان اوج آن، ساعت ۱۷:۳۳:۰۷ به‌وقت ساعت هماهنگ جهانی بوده‌است.

## خورشیدگرفتگی‌های ۱۹۱۰-۱۹۱۳ میلادی
این مجموعه از خورشیدگرفتگی‌ها تقریباً هر ۱۷۷ روز و ۴ ساعت (یک نیم‌سال) به تناوب در مدارهای دیگر ماه تکرار می‌شوند.
| Ascending node | Ascending node                    |     | Descending node                    | Descending node |
| 117            | خورشیدگرفتگی ۹ مه ۱۹۱۰ کلی        | 122 | خورشیدگرفتگی ۲ نوامبر ۱۹۱۰ جزئی    |                 |
| 127            | خورشیدگرفتگی ۲۸ آوریل ۱۹۱۱ کلی    | 132 | خورشیدگرفتگی ۲۲ اکتبر ۱۹۱۱ Annular |                 |
| 137            | خورشیدگرفتگی ۱۷ آوریل ۱۹۱۲ دوگانه | 142 | خورشیدگرفتگی ۱۰ اکتبر ۱۹۱۲ کلی     |                 |
| 147            | خورشیدگرفتگی ۶ آوریل ۱۹۱ جزئی     | 152 | خورشیدگرفتگی ۳۰ سپتامبر ۱۹۱۳ جزئی  |                 |